# ヒトコロナウイルス229E
ヒトコロナウイルス229E（HCoV-229E, Human coronavirus 229E）は、ヒトやコウモリをはじめとする哺乳類に感染するウイルスの1種。エンベロープを持つ一本鎖プラス鎖RNAウイルスであり、アミノペプチダーゼN受容体（APN受容体）を利用して宿主細胞に侵入する。ヒトコロナウイルスOC43等とともに、風邪の原因となるウイルスの一つである。アルファコロナウイルス属（第1群コロナウイルス）に含まれる。
1960年代に、ヒトコロナウイルスOC43とともに、ヒトに感染するコロナウイルスとしてはじめて発見された。極めて普遍的に存在する風邪のウイルスであり、通常は重症化しない。全年齢に感染するが、5歳以下の小児に多く見られる。なお、2000年代以降のいくつかの研究では、風邪様コロナウイルスの中では比較的低頻度となっている
。
MERSコロナウイルスと同様に、ラクダから人に感染するよう進化したと推定されている。